# XPhos
XPhosはビフェニルから誘導されるアルキル置換ビアリールホスフィン配位子の一種である。そのパラジウム錯体はハロゲン化アリールとアリールトシラートが反応するバックワルド・ハートウィッグアミノ化において高い触媒活性を示すことがわかっている。パラジウム錯体と銅錯体の両方がハロゲン化アリールやアリールトシラートと様々なアミドのカップリングに活性を持つ。また多くの根岸カップリング、鈴木・宮浦カップリング、銅を使わない薗頭カップリングなど多くの炭素-炭素結合形成クロスカップリング反応に有効な配位子でもある。特に(2-アミノビフェニル)-シクロメタル化パラジウムメシラートプレ触媒錯体（バックワルドの第三世代プレ触媒システム）XPhos-G3-Pdは市販されており、安定性が高く保存も容易である。配位子自体も結晶性固体であり、空気に安定であるという特性がある。

## 構造

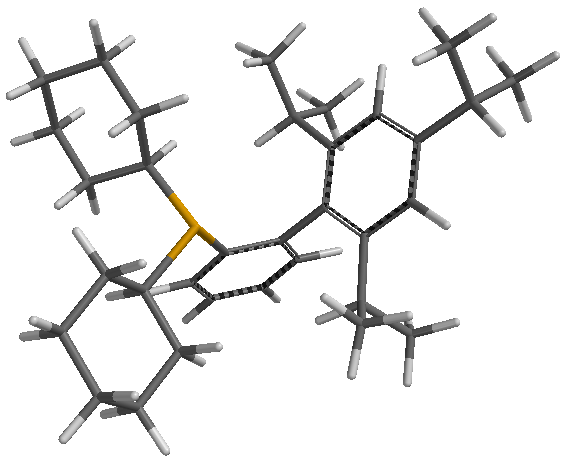
分子構造その1
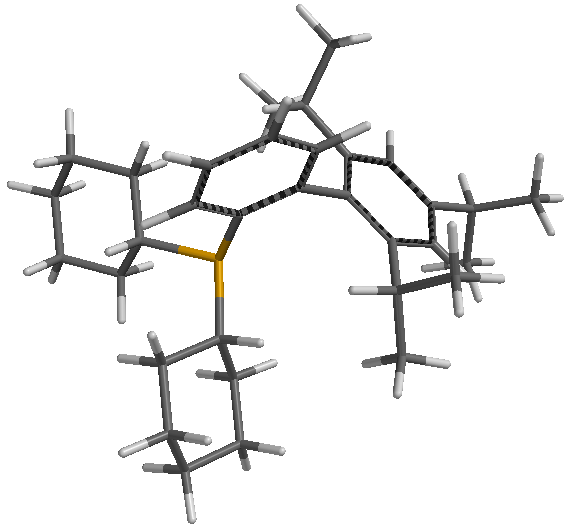
分子構造その2